# Zapadnyj-Nowyj
Zapadnyj-Nowyj (ros. Западный-Новый) – stacja kolejowa w Królewcu, w obwodzie królewieckim, w Rosji. Położona jest na linii Królewiec – Bałtyjsk.
Od stacji odchodzą bocznice do północnej części Portu Kaliningrad.

## Historia
Stacja powstała w okresie przynależności tych terenów do Niemiec. Nosiła wówczas nazwę Rathshof.